# Сатурн (премия, 2001)
27-я церемония награждения премии «Сатурн» за заслуги в области фантастики, фэнтези и фильмов ужасов за 2000 год состоялась 12 июня 2001 года.

## Победители и номинанты
Победители указаны первыми, выделены жирным шрифтом и  отдельным цветом. 

### Кино-награды
| Категории                                        | Лауреаты и номинанты                                                                                      | Лауреаты и номинанты                                                                 |
| ------------------------------------------------ | --- | ------------------------------------------------------------------------------------ |
| Лучший научно-фантастический фильм               | • Люди Икс / X-Men                                                                                        | • Люди Икс / X-Men                                                                   |
| Лучший научно-фантастический фильм               | • 6-й день / The 6th Day                                                                                  |                                                                                      |
| Лучший научно-фантастический фильм               | • Клетка / The Cell                                                                                       |                                                                                      |
| Лучший научно-фантастический фильм               | • Невидимка / Hollow Man                                                                                  |                                                                                      |
| Лучший научно-фантастический фильм               | • Космические ковбои / Space Cowboys                                                                      |                                                                                      |
| Лучший научно-фантастический фильм               | • Титан: После гибели Земли (мультфильм) / Titan A.E.                                                     |                                                                                      |
| Лучший фильм-фэнтези                             | • Радиоволна / Frequency                                                                                  | • Радиоволна / Frequency                                                             |
| Лучший фильм-фэнтези                             | • Побег из курятника (мультфильм) / Chicken Run                                                           |                                                                                      |
| Лучший фильм-фэнтези                             | • Динозавр (мультфильм) / Dinosaur                                                                        |                                                                                      |
| Лучший фильм-фэнтези                             | • Семьянин / The Family Man                                                                               |                                                                                      |
| Лучший фильм-фэнтези                             | • Гринч — похититель Рождества / How the Grinch Stole Christmas                                           |                                                                                      |
| Лучший фильм-фэнтези                             | • Чего хотят женщины / What Women Want                                                                    |                                                                                      |
| Лучший фильм ужасов                              | • Пункт назначения / Final Destination                                                                    | • Пункт назначения / Final Destination                                               |
| Лучший фильм ужасов                              | • Дракула 2000 / Dracula 2000                                                                             |                                                                                      |
| Лучший фильм ужасов                              | • Дар / The Gift                                                                                          |                                                                                      |
| Лучший фильм ужасов                              | • Реквием по мечте / Requiem for a Dream                                                                  |                                                                                      |
| Лучший фильм ужасов                              | • Городские легенды 2 / Urban Legends: Final Cut                                                          |                                                                                      |
| Лучший фильм ужасов                              | • Что скрывает ложь / What Lies Beneath                                                                   |                                                                                      |
| Лучший приключенческий фильм, боевик или триллер | • Крадущийся тигр, затаившийся дракон / 臥虎藏龍 (Wo hu cang long)                                        | • Крадущийся тигр, затаившийся дракон / 臥虎藏龍 (Wo hu cang long)                   |
| Лучший приключенческий фильм, боевик или триллер | • Ангелы Чарли / Charlie’s Angels                                                                         |                                                                                      |
| Лучший приключенческий фильм, боевик или триллер | • Гладиатор / Gladiator                                                                                   |                                                                                      |
| Лучший приключенческий фильм, боевик или триллер | • Патриот / The Patriot                                                                                   |                                                                                      |
| Лучший приключенческий фильм, боевик или триллер | • Идеальный шторм / The Perfect Storm                                                                     |                                                                                      |
| Лучший приключенческий фильм, боевик или триллер | • Траффик / Traffic                                                                                       |                                                                                      |
| Лучший приключенческий фильм, боевик или триллер | • Неуязвимый / Unbreakable                                                                                |                                                                                      |
| Лучший киноактёр                                 | Хью Джекман                                                                                               | • Хью Джекман — «Люди Икс» (за роль Логана / Росомахи)                               |
| Лучший киноактёр                                 | Хью Джекман                                                                                               | • Арнольд Шварценеггер — «Шестой день» (за роль Адама Гибсона)                       |
| Лучший киноактёр                                 | Хью Джекман                                                                                               | • Рассел Кроу — «Гладиатор» (за роль Максимуса)                                      |
| Лучший киноактёр                                 | Хью Джекман                                                                                               | • Джим Керри — «Гринч — похититель Рождества» (за роль Гринча)                       |
| Лучший киноактёр                                 | Хью Джекман                                                                                               | • Клинт Иствуд — «Космические ковбои» (за роль полковника Фрэнка Корвина)            |
| Лучший киноактёр                                 | Хью Джекман                                                                                               | • Чоу Юньфат — «Крадущийся тигр, затаившийся дракон» (за роль мастера Ли Мубая)      |
| Лучшая киноактриса                               | Теа Леони                                                                                                 | • Теа Леони — «Семьянин» (за роль Кейт Рейнолдс)                                     |
| Лучшая киноактриса                               | Теа Леони                                                                                                 | • Дженнифер Лопес — «Клетка» (за роль Кэтрин Дин)                                    |
| Лучшая киноактриса                               | Теа Леони                                                                                                 | • Кейт Бланшетт — «Дар» (за роль Аннабель «Энни» Уилсон)                             |
| Лучшая киноактриса                               | Теа Леони                                                                                                 | • Эллен Бёрстин — «Реквием по мечте» (за роль Сары Голдфарб)                         |
| Лучшая киноактриса                               | Теа Леони                                                                                                 | • Мишель Пфайффер — «Что скрывает ложь» (за роль Клэр Спенсер)                       |
| Лучшая киноактриса                               | Теа Леони                                                                                                 | • Мишель Йео — «Крадущийся тигр, затаившийся дракон» (за роль Юй Шулень)             |
| Лучший киноактёр второго плана                   | Уиллем Дефо                                                                                               | • Уиллем Дефо — «Тень вампира» (за роль Макса Шрека)                                 |
| Лучший киноактёр второго плана                   | Уиллем Дефо                                                                                               | • Джейсон Александер — «Приключения Рокки и Буллвинкля» (за роль Бориса Баденова)    |
| Лучший киноактёр второго плана                   | Уиллем Дефо                                                                                               | • Деннис Куэйд — «Радиоволна» (за роль Фрэнка Салливана)                             |
| Лучший киноактёр второго плана                   | Уиллем Дефо                                                                                               | • Джованни Рибизи — «Дар» (за роль Бадди Коула)                                      |
| Лучший киноактёр второго плана                   | Уиллем Дефо                                                                                               | • Уилл Смит — «Легенда Багера Ванса» (за роль Баггера Ванса)                         |
| Лучший киноактёр второго плана                   | Уиллем Дефо                                                                                               | • Патрик Стюарт — «Люди Икс» (за роль профессора Чарльза Ксавье)                     |
| Лучшая киноактриса второго плана                 | Ребекка Ромейн                                                                                            | • Ребекка Ромейн-Стэймос — «Люди Икс» (за роль Мистик)                               |
| Лучшая киноактриса второго плана                 | Ребекка Ромейн                                                                                            | • Рене Руссо — «Приключения Рокки и Буллвинкля» (за роль Наташи Фаталь)              |
| Лучшая киноактриса второго плана                 | Ребекка Ромейн                                                                                            | • Камерон Диас — «Ангелы Чарли» (за роль Натали Кук)                                 |
| Лучшая киноактриса второго плана                 | Ребекка Ромейн                                                                                            | • Люси Лью — «Ангелы Чарли» (за роль Алекс Мандэй)                                   |
| Лучшая киноактриса второго плана                 | Ребекка Ромейн                                                                                            | • Хилари Суонк — «Дар» (за роль Валери Барксдейл)                                    |
| Лучшая киноактриса второго плана                 | Ребекка Ромейн                                                                                            | • Чжан Цзыи — «Крадущийся тигр, затаившийся дракон» (за роль Юй Цзяолун)             |
| Лучший молодой актёр или актриса                 | • Девон Сава — «Пункт назначения» (за роль Алекса Браунинга)                                              | • Девон Сава — «Пункт назначения» (за роль Алекса Браунинга)                         |
| Лучший молодой актёр или актриса                 | • Холлистон Коулмэн — «Спаси и сохрани» (за роль Коди О’Коннор)                                           |                                                                                      |
| Лучший молодой актёр или актриса                 | • Тейлор Момсен — «Гринч — похититель Рождества» (за роль Синди Лу)                                       |                                                                                      |
| Лучший молодой актёр или актриса                 | • Спенсер Бреслин — «Малыш» (за роль юного Расти Дарица)                                                  |                                                                                      |
| Лучший молодой актёр или актриса                 | • Джонатан Липники — «Вампирёныш» (за роль Тони Томпсона)                                                 |                                                                                      |
| Лучший молодой актёр или актриса                 | • Анна Пэкуин — «Люди Икс» (за роль Мари / Роуг)                                                          |                                                                                      |
| Лучший режиссёр                                  | Брайан Сингер                                                                                             | • Брайан Сингер за фильм «Люди Икс»                                                  |
| Лучший режиссёр                                  | Брайан Сингер                                                                                             | • Ридли Скотт — «Гладиатор»                                                          |
| Лучший режиссёр                                  | Брайан Сингер                                                                                             | • Рон Ховард — «Гринч — похититель Рождества»                                        |
| Лучший режиссёр                                  | Брайан Сингер                                                                                             | • Клинт Иствуд — «Космические ковбои»                                                |
| Лучший режиссёр                                  | Брайан Сингер                                                                                             | • Роберт Земекис — «Что скрывает ложь»                                               |
| Лучший режиссёр                                  | Брайан Сингер                                                                                             | • Энг Ли — «Крадущийся тигр, затаившийся дракон»                                     |
| Лучший сценарий                                  | Дэвид Хейтер                                                                                              | • Дэвид Хейтер — «Люди Икс»                                                          |
| Лучший сценарий                                  | Дэвид Хейтер                                                                                              | • Кэри Киркпатрик — «Побег из курятника»                                             |
| Лучший сценарий                                  | Дэвид Хейтер                                                                                              | • Тоби Эммерих — «Радиоволна»                                                        |
| Лучший сценарий                                  | Дэвид Хейтер                                                                                              | • Билли Боб Торнтон и Том Эпперсон — «Дар»                                           |
| Лучший сценарий                                  | Дэвид Хейтер                                                                                              | • Дэвид Францони, Джон Логан и Уильям Николсон — «Гладиатор»                         |
| Лучший сценарий                                  | Дэвид Хейтер                                                                                              | • Хул-Линг Уэнг, Джеймс Шамус и Куо Юнг Тсаи — «Крадущийся тигр, затаившийся дракон» |
| Лучшая музыка                                    | • Джеймс Хорнер — «Гринч — похититель Рождества»                                                          | • Джеймс Хорнер — «Гринч — похититель Рождества»                                     |
| Лучшая музыка                                    | • Джеймс Ньютон Ховард — «Динозавр»                                                                       |                                                                                      |
| Лучшая музыка                                    | • Ханс Циммер и Лиза Джеррард — «Гладиатор»                                                               |                                                                                      |
| Лучшая музыка                                    | • Джерри Голдсмит — «Невидимка»                                                                           |                                                                                      |
| Лучшая музыка                                    | • Ханс Циммер и Джон Пауэлл — «Дорога на Эльдорадо»                                                       |                                                                                      |
| Лучшая музыка                                    | • Тань Дунь и Йо-Йо Ма — «Крадущийся тигр, затаившийся дракон»                                            |                                                                                      |
| Лучшие костюмы                                   | • Луиз Мингенбах — «Люди Икс»                                                                             | • Луиз Мингенбах — «Люди Икс»                                                        |
| Лучшие костюмы                                   | • Эйко Исиока, Эйприл Напье — «Клетка»                                                                    |                                                                                      |
| Лучшие костюмы                                   | • Джэнти Йэтс — «Гладиатор»                                                                               |                                                                                      |
| Лучшие костюмы                                   | • Рита Райек, Дэвид Пейдж — «Гринч — похититель Рождества»                                                |                                                                                      |
| Лучшие костюмы                                   | • Каролин Де Вивэз — «Тень вампира»                                                                       |                                                                                      |
| Лучшие костюмы                                   | • Тимми Йип — «Крадущийся тигр, затаившийся дракон»                                                       |                                                                                      |
| Лучший грим                                      | Рик Бейкер                                                                                                | • Рик Бейкер, Гейл Роуэлл-Райан — «Гринч — похититель Рождества»                     |
| Лучший грим                                      | Рик Бейкер                                                                                                | • Рик Бейкер, Nena Smarz, Edie Giles — «Чокнутый профессор 2: Семья Клампов»         |
| Лучший грим                                      | Рик Бейкер                                                                                                | • Ann Buchanan, Эмбер Сибли — «Тень вампира»                                         |
| Лучший грим                                      | Рик Бейкер                                                                                                | • Мишель Бурк, Эдуард Ф. Энрикес (KNB, EFX Inc.) — «Клетка»                          |
| Лучший грим                                      | Рик Бейкер                                                                                                | • Алек Гиллис, Том Вудрафф мл., Джефф Доун, Charles Porlier — «6-й день»             |
| Лучший грим                                      | Рик Бейкер                                                                                                | • Гордон Дж. Смит, Энн Броди (FX Smith Inc.) — «Люди Икс»                            |
| Лучшие спецэффекты                               | • Скотт Э. Андерсон, Крэйг Хэйес, Скотт Стокдик, Стэн Паркс — «Невидимка»                                 | • Скотт Э. Андерсон, Крэйг Хэйес, Скотт Стокдик, Стэн Паркс — «Невидимка»            |
| Лучшие спецэффекты                               | • Майкл Лантьери, Дэвид Джевецкий (Amalgamated Dynamics, Rhythm and Hues, Cinesite, VCE.Com) — «6-й день» |                                                                                      |
| Лучшие спецэффекты                               | • Кевин Скотт Макк, Мэттью Э. Батлер, Брайан Грилл, Аллен Холл — «Гринч — похититель Рождества»           |                                                                                      |
| Лучшие спецэффекты                               | • Стефан Фангмейер, Хабиб Заргарпур, Тим Александр, Джон Фрэзиер — «Идеальный шторм»                      |                                                                                      |
| Лучшие спецэффекты                               | • Майкл Л. Финк, Майкл Дж. МакАлистер, Дэвид Прескотт, Тереза Эллис — «Люди Икс»                          |                                                                                      |

### Телевизионные награды
| Категории                                               | Лауреаты и номинанты                                          | Лауреаты и номинанты                                                              |
| ------------------------------------------------------- | ------------------------------------------------------------- | --------------------------------------------------------------------------------- |
| Лучший телесериал, сделанный для телетрансляции         | • Баффи — истребительница вампиров / Buffy the Vampire Slayer | • Баффи — истребительница вампиров / Buffy the Vampire Slayer                     |
| Лучший телесериал, сделанный для телетрансляции         | • Ангел / Angel                                               |                                                                                   |
| Лучший телесериал, сделанный для телетрансляции         | • Тёмный ангел / Dark Angel                                   |                                                                                   |
| Лучший телесериал, сделанный для телетрансляции         | • Город пришельцев / Roswell                                  |                                                                                   |
| Лучший телесериал, сделанный для телетрансляции         | • Звёздный путь: Вояджер / Star Trek: Voyager                 |                                                                                   |
| Лучший телесериал, сделанный для телетрансляции         | • Секретные материалы / The X Files                           |                                                                                   |
| Лучший телесериал, сделанный для кабельного телевидения | • На краю Вселенной / Farscape                                | • На краю Вселенной / Farscape                                                    |
| Лучший телесериал, сделанный для кабельного телевидения | • Андромеда / Andromeda                                       |                                                                                   |
| Лучший телесериал, сделанный для кабельного телевидения | • Повелитель зверей / BeastMaster                             |                                                                                   |
| Лучший телесериал, сделанный для кабельного телевидения | • Человек-невидимка / The Invisible Man                       |                                                                                   |
| Лучший телесериал, сделанный для кабельного телевидения | • За гранью возможного / The Outer Limits                     |                                                                                   |
| Лучший телесериал, сделанный для кабельного телевидения | • Звёздные врата: SG-1 / Stargate SG-1                        |                                                                                   |
| Лучшая телепостановка                                   | • Взрыв / Fail Safe                                           | • Взрыв / Fail Safe                                                               |
| Лучшая телепостановка                                   | • Дюна / Dune                                                 |                                                                                   |
| Лучшая телепостановка                                   | • Остаться в живых / Sole Survivor                            |                                                                                   |
| Лучшая телепостановка                                   | • Ясон и аргонавты / Jason and the Argonauts                  |                                                                                   |
| Лучшая телепостановка                                   | • Каникулы Санта Клауса / Santa Who?                          |                                                                                   |
| Лучшая телепостановка                                   | • Ведьмин клинок / Witchblade                                 |                                                                                   |
| Лучший телеактёр                                        | Роберт Патрик                                                 | • Роберт Патрик — «Секретные материалы» (за роль агента ФБР Джона Доггетта)       |
| Лучший телеактёр                                        | Роберт Патрик                                                 | • Кевин Сорбо — «Андромеда» (за роль капитана Дилана Ханта)                       |
| Лучший телеактёр                                        | Роберт Патрик                                                 | • Дэвид Борианаз — «Ангел» (за роль Ангела)                                       |
| Лучший телеактёр                                        | Роберт Патрик                                                 | • Бен Браудер — «На краю Вселенной» (за роль Джона Крайтона)                      |
| Лучший телеактёр                                        | Роберт Патрик                                                 | • Джейсон Бер — «Город пришельцев» (за роль Макса Эванса)                         |
| Лучший телеактёр                                        | Роберт Патрик                                                 | • Ричард Дин Андерсон — «Звёздные врата: SG-1» (за роль полковника Джека О’Нилла) |
| Лучшая телеактриса                                      | Джессика Альба                                                | • Джессика Альба — «Тёмный ангел» (за роль Макс Геверы (X5-452))                  |
| Лучшая телеактриса                                      | Джессика Альба                                                | • Каризма Карпентер — «Ангел» (за роль Корделии Чейз)                             |
| Лучшая телеактриса                                      | Джессика Альба                                                | • Сара Мишель Геллар — «Баффи — истребительница вампиров» (за роль Баффи Саммерс) |
| Лучшая телеактриса                                      | Джессика Альба                                                | • Клаудия Блэк — «На краю Вселенной» (за роль Айрин Сун)                          |
| Лучшая телеактриса                                      | Джессика Альба                                                | • Кейт Малгрю — «Звёздный путь: Вояджер» (за роль капитана Кэтрин Джейнвэй)       |
| Лучшая телеактриса                                      | Джессика Альба                                                | • Джиллиан Андерсон — «Секретные материалы» (за роль агента ФБР Даны Скалли)      |
| Лучший телеактёр второго плана                          | Джеймс Марстерс                                               | • Джеймс Марстерс — «Баффи — истребительница вампиров» (за роль Спайка)           |
| Лучший телеактёр второго плана                          | Джеймс Марстерс                                               | • Алексис Денисоф — «Ангел» (за роль Уэсли Уиндем-Прайса)                         |
| Лучший телеактёр второго плана                          | Джеймс Марстерс                                               | • Энтони Хэд — «Баффи — истребительница вампиров» (за роль Руперта Джайлза)       |
| Лучший телеактёр второго плана                          | Джеймс Марстерс                                               | • Майкл Уэзерли — «Тёмный ангел» (за роль Логана Кейла)                           |
| Лучший телеактёр второго плана                          | Джеймс Марстерс                                               | • Брендан Фер — «Город пришельцев» (за роль Майкла Герина)                        |
| Лучший телеактёр второго плана                          | Джеймс Марстерс                                               | • Майкл Шэнкс — «Звёздные врата: SG-1» (за роль доктора Дэниела Джексона)         |
| Лучшая телеактриса второго плана                        | Джери Райан                                                   | • Джери Райан — «Звёздный путь: Вояджер» (за роль Семь-из-девяти)                 |
| Лучшая телеактриса второго плана                        | Джери Райан                                                   | • Джульет Ландау — «Ангел» (за роль Друзиллы)                                     |
| Лучшая телеактриса второго плана                        | Джери Райан                                                   | • Элисон Ханниган — «Баффи — истребительница вампиров» (за роль Уиллоу Розенберг) |
| Лучшая телеактриса второго плана                        | Джери Райан                                                   | • Мишель Трахтенберг — «Баффи — истребительница вампиров» (за роль Дон Саммерс)   |
| Лучшая телеактриса второго плана                        | Джери Райан                                                   | • Кэтрин Хайгл — «Город пришельцев» (за роль Изабель Эванс)                       |
| Лучшая телеактриса второго плана                        | Джери Райан                                                   | • Аманда Таппинг — «Звёздные врата: SG-1» (за роль майора Саманты Картер)         |

### Другие награды

#### Best Home Video Release
- Принцесса Мононоке / もののけ姫 (Mononoke-hime)
  - Пёс-призрак: путь самурая / Ghost Dog: The Way of the Samurai
  - Годзилла: Миллениум / ゴジラ2000 ミレニアム (Gojira ni-sen mireniamu)
  - Девятые врата / The Ninth Gate
  - Пророчество 3: Вознесение[англ.] / The Prophecy 3: The Ascent
  - Крик 3 / Scream 3

#### Специальная награда
- Тень вампира / Shadow of the Vampire (For its behind-the-scenes take on director F.W. Murnau’s classic vampire movie Nosferatu, eine Symphonie des Grauens)

#### Премия Джорджа Пала
- Сэм Рэйми

#### За достижения в карьере(Life Career Award)
- Брайан Грейзер
- Роберт Инглунд

#### Президентская премия
- Дастин Лэнс Блэк — «Моя жизнь с графом Дракулой» (For the direction of the documentary)

#### Service Award
- Боб Барнс (film historian) — For his efforts to house and restore props from classic genre films